# The Dakotas
Pour les articles homonymes, voir Kramer.
The Dakotas est un groupe britannique de beat, originaire de Liverpool, en Angleterre. Ils sont connus essentiellement pour leurs interprétations de chansons des Beatles lors qu'ils accompagnaient Billy J. Kramer sous le nom de Billy J. Kramer and the Dakotas.

## Biographie
Billy J. Kramer (William Ashton de son vrai nom), est né le 18 août 1943 en Angleterre à Bootle, district de Sefton. D'abord guitariste du groupe Billy Forde and the Phantoms, il décide de devenir chanteur quand on lui vole son instrument. Devenu populaire dans le Merseyside, Brian Epstein, le manager des Beatles, lui propose de devenir son impresario en 1963. Il lui adjoint les Dakotas, groupe de Manchester. Comme les Beatles, ils se forment au Star-Club de Hambourg en Allemagne. Puis ils signent eux aussi chez Parlophone.
Leur premier single, produit par George Martin et édité le 26 avril 1963, est une reprise de Do You Want to Know a Secret, titre des Beatles qui figure sur leur premier album Please Please Me. En face B figure I'll Be On My Way, chanson spécialement composée pour Billy J. Kramer par Paul McCartney. Le disque devient 2e des charts britanniques en juin.
Leur second 45 tours, Bad to Me (adapté en français en 1964 par Vince Taylor et ses Playboys sous le titre Tu changeras d'avis), leur est offert par John Lennon. Il est no 1 pendant trois semaines en août[réf. nécessaire]. En face B figure I Call Your Name, inédit à cette époque et réenregistré pas les Beatles l'année suivante. Les Beatles leur écrivent encore I'll Keep You Satisfied et From a Window, respectivement 4e en novembre 1963 et 10e en août 1964. Leur plus gros hit est une chanson signée Mort Shuman, Little Children, classée à la première place en mars 1964.
En 1965, McCartney leur propose la chanson Yesterday, mais Kramer la refuse, la jugeant trop peu commerciale. Elle deviendra l'un des plus gros tubes des Beatles. Ils obtiennent un dernier succès avec Trains and Boats and Planes de Burt Bacharach, no 12 en juin 1965. Puis ils s'éteignent en même temps que la mode de la beat. Le groupe se sépare en 1968. Billy J. Kramer continue sa carrière en solo. Il vit aujourd'hui à New York. Les Dakotas se sont reformés à la fin des années 1980. En 2004 sort la compilation The Very Best of.

## Membres
- Billy J. Kramer - chant
- Michael « Mike » Maxfield - guitare solo
- Robin McDonald - guitare rythmique
- Ray Jones - basse
- Tony Mansfield - claviers

## Singles
- 1963 : Do You Want to Know a Secret
- 1963 : The Cruel Sea
- 1963 : Bad to Me
- 1964 : I'll Keep You Satisfied
- 1964 : Little Children
- 1964 : From a Window
- 1965 : Trains and Boats and Planes